# Sistema cristalino trigonal
El sistema cristalino trigonal, es uno de los siete sistemas cristalinos existentes en cristalografía. Es seguido por la estructura molecular de muchos minerales, como por ejemplo en la turmalina o el rubí.

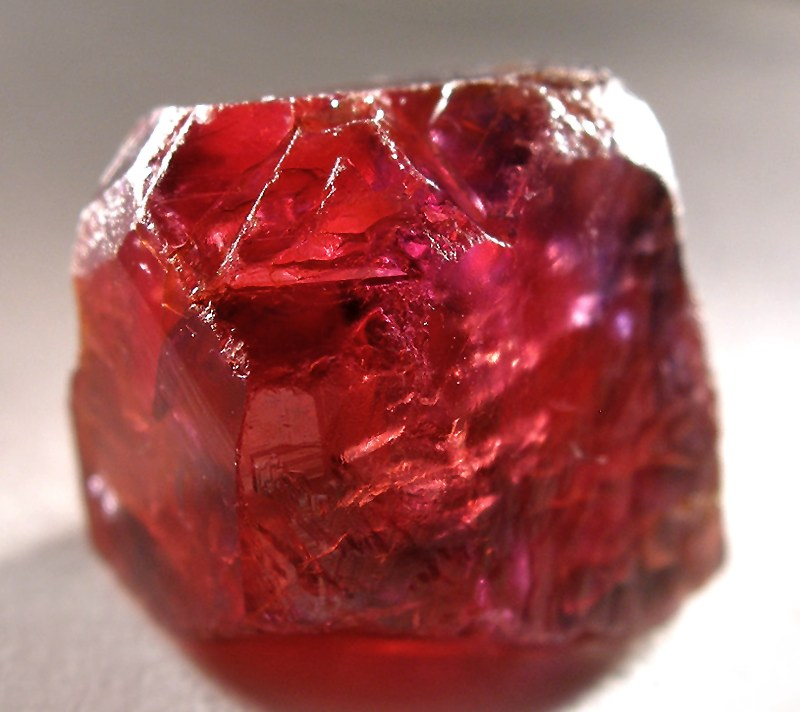
Ejemplar de corindón.

## Clasificación de este sistema
Para algunos autores no es considerado un sistema cristalino, sino una variante dentro del sistema cristalino hexagonal. Además existe una segunda controversia en torno a considerar el nombre trigonal sinónimo de romboédrico, que no lo es pues todo romboédrico es trigonal pero hay cristales trigonales que no son romboédricos.

## Forma del cristal
Se caracteriza porque la celda unidad de la red cristalina tiene los tres ángulos distintos del ángulo recto, mientras que las tres aristas son iguales. La característica que lo distingue de los otros seis sistemas cristalinos es la presencia de un único Eje de simetría ternario.

## Tipos
Existe una principal de este tipo de red cristalina:

Trigonal romboédrico

Los cristales de este sistema se clasifican en las cinco clases siguientes:
- Piramidal
- Romboédrico
- Piramidal Ditrigonal
- Trapezoédrico
- Escalenoédrico hexagonal